# Festival de la Canción de Eurovisión 1989
El XXXIV Festival de la Canción de Eurovisión se celebró el 6 de mayo de 1989 en Lausana, Suiza, después de que la representante de ese país, Céline Dion, se proclamara vencedora de la edición de 1988 con la canción "Ne partez pas sans moi". La sede elegida fue el Palais de Beaulieu, un palacio de congresos y exposiciones que en octubre de 1986 había visto la designación de Barcelona como sede de los Juegos Olímpicos de verano de 1992. 
El trofeo fue para la banda yugoslava Riva y su tema "Rock Me", firmado por Rajko Dujmić y Stevo Cvikić, quienes habían compuesto la canción representante de Yugoslavia en las dos ediciones precedentes. La española Nina fue sexta con la composición de Juan Carlos Calderón "Nacida para amar".
El programa dio comienzo con una filmación sobre Suiza de unos siete minutos de duración, cuya protagonista, una niña bautizada para la ocasión con el nombre de Heidi del 89, servía de guía a los telespectadores en la presentación de diversos aspectos que conformaban la realidad del país anfitrión. La filmación concluía con una secuencia a las puertas del Palais de Beaulieu en la que la niña recibía a Céline Dion a su llegada en coche, tras lo cual ambas entraban en el recinto bajo los acordes iniciales del tema vencedor de la anterior edición. Acto seguido se ofrecía una imagen de la cantante saliendo a escena para interpretar, primero, un fragmento de "Ne partez pas sans moi" y luego, tras una breve presentación a cargo de los conductores del programa, su primer sencillo en inglés "Where does my heart beat now".
Al igual que el año anterior, el programa tuvo dos presentadores. En esta ocasión fueron la modelo, presentadora y actriz Lolita Morena y el periodista deportivo Jacques Deschenaux, quienes, a diferencia de sus predecesores, aparecieron en todo momento juntos en pantalla. Aun cuando en la mayor parte de sus sucesivas elocuciones hicieron uso del inglés y del francés, ella presentó íntegramente en su respectivo idioma las canciones de Italia, Austria, España y Alemania Occidental. 
Antes de cada actuación, la realización daba paso a una postal en la que los intérpretes aparecían filmados en algún punto de la geografía suiza. La representante española fue filmada en la misma Lausana en la sede del COI, en cuyas dependencias fue recibida por el entonces presidente del organismo, Juan Antonio Samaranch. 
Entre las personalidades que siguieron el desarrollo del Festival en la sala, se encontraba el presidente de la Confederación helvética, Jean-Pascal Delamuraz.
El entreacto previo a las votaciones corrió esta vez a cargo de Guy Tell, quien, en colaboración con su ayudante, ejecutó un número de precisión de tiro con ballesta inspirado en el legendario héroe suizo Guillermo Tell.
Ya en el tiempo de las votaciones, el marcador (diseñado por ordenador, al igual que el año anterior) incorporaba la novedad de mostrar el número de puntos que el jurado en línea iba otorgando a cada una de las canciones votadas. 
El núcleo del equipo técnico de esta edición estuvo formado por Alain Bloch, quien compartió las tareas de realización y producción ejecutiva con Charles-André Grivet y Raymond Zumsteg, respectivamente. La escenografía corrió a cargo de Georges Mani y Paul Waelti y al frente de la dirección musical estuvo Benoit Kaufman. En nombre de la UER, Frank Naef supervisó los preparativos de la organización y ejerció también, como de costumbre, de escrutador oficial durante las votaciones.

## Países participantes

### Canciones y selección
| País y TV               | Título original de la canción    | Artista                                | Proceso y fecha de selección             |
| País y TV               | Traducción al español            | Idiomas                                | Proceso y fecha de selección             |
| ----------------------- | -------------------------------- | -------------------------------------- | ---------------------------------------- |
| Alemania Occidental ARD | Flieger                          | Nino de Angelo                         | Ein lied für Lausanne 1989, 23-03-1989   |
| Alemania Occidental ARD | Aviadores                        | Alemán                                 | Ein lied für Lausanne 1989, 23-03-1989   |
| Austria ORF             | Nur ein Lied                     | Thomas Forstner                        | Elección Interna                         |
| Austria ORF             | Sólo una canción                 | Alemán                                 | Elección Interna                         |
| Bélgica BRT             | Door de wind                     | Ingeborg                               | Eurosong 1989, 18-03-1989                |
| Bélgica BRT             | A través del viento              | Neerlandés                             | Eurosong 1989, 18-03-1989                |
| Chipre CyBC             | Apopse as vrethume               | Yiannis Savvidakis & Fanny Polymeri    | Elección Interna                         |
| Chipre CyBC             | Encontrémonos esta noche         | Griego                                 | Elección Interna                         |
| Dinamarca DR            | Vi maler byen rød                | Birthe Kjær                            | Dansk Melodi Grand-Prix 1989, 25-03-1989 |
| Dinamarca DR            | Vamos a pintar la ciudad de rojo | Danés                                  | Dansk Melodi Grand-Prix 1989, 25-03-1989 |
| España TVE              | Nacida para amar                 | Nina                                   | Elección Interna                         |
| España TVE              | -                                | Español                                | Elección Interna                         |
| Finlandia YLE           | La dolce vita                    | Anneli Saaristo                        | Euroviisut 1989, 04-02-1989              |
| Finlandia YLE           | La buena vida                    | Finés                                  | Euroviisut 1989, 04-02-1989              |
| Francia FT2             | J'ai volé la vie                 | Nathalie Pâque                         | Elección Interna                         |
| Francia FT2             | He robado la vida                | Francés                                | Elección Interna                         |
| Grecia ERT              | To diko sou asteri               | Marianna Efstratiou                    | Final Nacional, 31-03-1989               |
| Grecia ERT              | Tu propia estrella               | Griego                                 | Final Nacional, 31-03-1989               |
| Irlanda RTÉ             | The Real Me                      | Kiev Connolly & The Missing Passengers | National Song Contest 1989, 12-03-1989   |
| Irlanda RTÉ             | El verdadero yo                  | Inglés                                 | National Song Contest 1989, 12-03-1989   |
| Islandia RÚV            | Það sem enginn sér               | Daníel Ágúst Haraldsson                | Söngvakeppni 1989, 30-03-1989            |
| Islandia RÚV            | Lo que nadie ve                  | Islandés                               | Söngvakeppni 1989, 30-03-1989            |
| Israel IBA              | Derekh Hamelekh                  | Gili & Galit                           | Kdam Eurovision 1989, 30-03-1989         |
| Israel IBA              | El camino del rey                | Hebreo                                 | Kdam Eurovision 1989, 30-03-1989         |
| Italia RAI              | Avrei voluto                     | Anna Oxa & Fausto Leali                | Elección Interna                         |
| Italia RAI              | Habría querido                   | Italiano                               | Elección Interna                         |
| Luxemburgo CLT          | Monsieur                         | Park Café                              | Final Nacional, 05-03-1989               |
| Luxemburgo CLT          | Señor                            | Francés                                | Final Nacional, 05-03-1989               |
| Noruega NRK             | Venners nærhet                   | Britt Synnøve                          | Melodi Grand Prix 1989, 11-03-1989       |
| Noruega NRK             | La cercanía de los amigos        | Noruego                                | Melodi Grand Prix 1989, 11-03-1989       |
| Países Bajos NOS        | Blijf zoals je bent              | Justine Pelmelay                       | Nationaal Songfestival 1989, 10-03-1989  |
| Países Bajos NOS        | Sigue siendo como eres           | Neerlandés                             | Nationaal Songfestival 1989, 10-03-1989  |
| Portugal RTP            | Conquistador                     | Da Vinci                               | Festival da Canção 1989, 07-03-1989      |
| Portugal RTP            | -                                | Portugués                              | Festival da Canção 1989, 07-03-1989      |
| Reino Unido BBC         | Why Do I Always Get it Wrong?    | Live Report                            | A Song for Europe, 24-03-1989            |
| Reino Unido BBC         | ¿Por qué siempre me equivoco?    | Inglés                                 | A Song for Europe, 24-03-1989            |
| Suecia SVT              | En dag                           | Tommy Nilsson                          | Melodifestivalen 1989, 11-03-1989        |
| Suecia SVT              | Un día                           | Sueco                                  | Melodifestivalen 1989, 11-03-1989        |
| Suiza SSR SRG           | Viver senza tei                  | Furbaz                                 | Final Nacional, 18-02-1989               |
| Suiza SSR SRG           | Vivir sin ti                     | Romanche (Suprasilvano)                | Final Nacional, 18-02-1989               |
| Turquía TRT             | Bana bana                        | Pan                                    | Final Nacional, 18-02-1989               |
| Turquía TRT             | Para mí, para mí                 | Turco                                  | Final Nacional, 18-02-1989               |
| Yugoslavia JRT          | Rock Me                          | Riva                                   | Pjesma Jugovizije 1989, 04-03-1989       |
| Yugoslavia JRT          | Muéveme                          | Croata                                 | Pjesma Jugovizije 1989, 04-03-1989       |

## Resultados
Concurrieron los mismos veintidós países que ya acudieran a Bruselas en 1987, esto es, todos los que habían comparecido en alguna u otra edición de la década de los ochenta, excepción hecha de Marruecos, que había hecho una incursión puntual en 1980. 
Entre los artistas concursantes se encontraban dos niños. De ellos, la más joven era la representante de Francia, Nathalie Pâque, a la que solo le quedaban unos días para cumplir 12 años, y que por consiguiente ostenta el récord de ser la cantante de menor edad que jamás haya tomado parte en Eurovisión. El otro era Gili Natanael, uno de los componentes del dúo israelí y que contaba con apenas un año más que aquella. Ante las protestas de algunas delegaciones, la Unión Europea de Radiodifusión introdujo un cambio en las reglas de cara a futuras ediciones, de modo que a partir de 1990 la edad mínima exigida a los participantes sería la de 15 años, con la condición de que se cumplieran los 16 en el transcurso del año de celebración del certamen. La regla que entró en vigor este año fue aquella conforme a la cual, en caso de empate, el país con el mayor número de "12 puntos" sería proclamado vencedor y, de persistir dicho empate, se atendería a aquel que hubiera recibido el mayor número de "10 puntos".
Por primera vez desde 1970, se dio la circunstancia de que ninguno de los artistas concursantes había participado como representante titular en ninguna edición anterior del Festival, si bien las cantantes griega y neerlandesa habían sido coristas por su país en 1987 y en 1988, respectivamente.
Entre los temas participantes, se hallaba, en representación de Suiza, el que a día de hoy sigue siendo el único en la historia del Festival interpretado en romanche, así como los de Austria y Alemania Occidental, cuya música era obra del productor e integrante de Modern Talking, Dieter Bohlen. Precisamente, fueron las delegaciones austríaca y alemana, además de la islandesa, las únicas que no hicieron uso de la orquesta, recurriendo así a la base musical pregrabada. 
En relación con la orquesta, cabe señalar que esta edición marcó la despedida del finlandés Ossi Runne, que puso así fin a un, hasta entonces, número récord de veintidós participaciones como director de orquesta por su país.
La lista completa de participantes fue la que sigue, según el orden de intervención: 
| #  | País                | Intérprete(s)                          | Canción                         | Lugar | Puntos |
| -- | ------------------- | -------------------------------------- | ------------------------------- | ----- | ------ |
| 01 | Italia              | Anna Oxa & Fausto Leali                | «Avrei voluto»                  | 10    | 56     |
| 02 | Israel              | Gili & Galit                           | «Derech hamelech»               | 12    | 50     |
| 03 | Irlanda             | Kiev Connolly & The Missing Passengers | «The real me»                   | 18    | 21     |
| 04 | Países Bajos        | Justine Pelmelay                       | «Blijf zoals je bent»           | 15    | 45     |
| 05 | Turquía             | Pan                                    | «Bana, bana»                    | 21    | 5      |
| 06 | Bélgica             | Ingeborg                               | «Door de wind»                  | 19    | 13     |
| 07 | Reino Unido         | Live Report                            | «Why do I always get it wrong?» | 2     | 130    |
| 08 | Noruega             | Britt-Synnøve Johansen                 | «Venners nærhet»                | 17    | 30     |
| 09 | Portugal            | Da Vinci                               | «Conquistador»                  | 16    | 39     |
| 10 | Suecia              | Tommy Nilsson                          | «En dag»                        | 4     | 110    |
| 11 | Luxemburgo          | Park Café                              | «Monsieur»                      | 20    | 8      |
| 12 | Dinamarca           | Birthe Kjær                            | «Vi maler byen rød»             | 3     | 111    |
| 13 | Austria             | Thomas Forstner                        | «Nur ein Lied»                  | 5     | 97     |
| 14 | Finlandia           | Anneli Saaristo                        | «La dolce vita»                 | 7     | 76     |
| 15 | Francia             | Nathalie Pâque                         | «J'ai volé la vie»              | 8     | 60     |
| 16 | España              | Nina                                   | «Nacida para amar»              | 6     | 88     |
| 17 | Chipre              | Fani Polymeri & Yiannis Savvidakis     | «Apopse as vrethume»            | 11    | 51     |
| 18 | Suiza               | Furbaz                                 | «Viver senza tei»               | 13    | 47     |
| 19 | Grecia              | Mariana Efstratiou                     | «To diko sou asteri»            | 9     | 56     |
| 20 | Islandia            | Daníel Ágúst Haraldsson                | «Það sem enginn sér»            | 22    | 0      |
| 21 | Alemania Occidental | Nino de Angelo                         | «Flieger»                       | 14    | 46     |
| 22 | Yugoslavia          | Riva                                   | «Rock Me»                       | 1     | 137    |

## Votaciones

### Sistema de votación
Cada país contaba con un jurado nacional compuesto por dieciséis miembros, en lugar de once, como había venido siendo habitual. A fin de conseguir lo que debía ser un reflejo de la opinión del espectador medio europeo, el reglamento establecía que ninguno de los componentes podía tener vínculo profesional alguno con la música. Del mismo modo era preceptivo que en cada jurado estuvieran representados equitativamente ambos sexos, así como un abanico lo más amplio posible de profesiones y edades, siempre y cuando estas se encontraran entre los 16 y los 60 años. 
Cada miembro otorgaba a cada una de las canciones una puntuación entre 1 y 10. El presidente o la presidenta del jurado recopilaba y sumaba esas puntuaciones y, bajo supervisión notarial, ordenaba las diez canciones con mayor número de votos, asignando 12 puntos a la canción más votada, 10 a la segunda, 8 a la tercera, y así sucesivamente hasta 1 punto a la décima con mayor número de votos. De este modo quedaba conformada la votación definitiva que luego la persona con la función de portavoz leía públicamente por vía telefónica durante el tiempo de las votaciones. 
Aun cuando el veredicto se basara en la actuación en directo, el reglamento recogía que los jurados debían visionar con antelación los videoclips de todas las canciones para familiarizarse con los temas en concurso.

### Jurado español
Presentado por Inka Martí, estuvo compuesto, según el orden de presentación, por el estudiante, eurofán y presidente de la recién fundada Asociación de Eurovisivos de España (AEV España) Luis Merino, en la que fue la primera vez que un seguidor del Festival fue presentado como tal. Le seguían la poetisa Blanca Andreu, el escritor y dramaturgo Javier Tomeo, la estudiante Ángeles Fernández, el actor Antonio Banderas, la actriz Isabel Mestres, el torero Luis Miguel Calvo, la actriz Emma Penella, el actor Antonio Ozores, la escritora Pitita Ridruejo, el entrenador de fútbol Javier Clemente, la relaciones públicas Dolly Fontana, el periodista Carlos Ferrando, la peluquera Tatiana Magdalena García, el guionista Félix Cábez y la física y meteoróloga Charo Pascual. Actuó como presidente Sergi Schaaf, realizador de televisión. El notario fue Manuel Rodríguez, el secretario fue Francisco Hortelano y la portavoz, Matilde Jarrín.

### Desarrollo de las votaciones
La votación fue en un primer momento favorable a Austria, que encabezó la tabla en los dos primeros turnos, para a partir del tercero ceder el liderazgo a Yugoslavia. Si bien la ventaja del conjunto yugoslavo frente a sus inmediatos seguidores llegó a ser en algún momento considerable, el tema británico fue recortando progresivamente distancia hasta acabar situándose en segundo lugar a solo siete votos de los campeones. La victoria del grupo Riva, "totalmente inesperada" a decir del comentarista de TVE Tomás Fernando Flores, quedaría en el palmarés del certamen como el único Gran Premio conseguido por Yugoslavia, cuya disolución comenzaría a materializarse dos años más tarde.
La cantidad de puntos y la frecuencia con la que algunas canciones los fueron recibiendo varió considerablemente de la primera a la segunda mitad del recuento de las votaciones. Así, una vez llegados al ecuador tras el voto del jurado luxemburgués, Yugoslavia y Dinamarca habían acumulado ya aproximadamente las dos terceras partes del que sería su cómputo final, sin que una menor afluencia de votos a lo largo de la segunda mitad les hiciera perder posiciones. También Suiza obtuvo el grueso de su saldo en el primer tramo, lo que le permitió ir fluctuando en puestos altos de la tabla para, a diferencia de aquellas, acabar descolgada en la clasificación general tras diez turnos en los que anotó solo 10 puntos más en su casillero. Por el contrario, los jurados de la segunda mitad de la tabla fueron, en líneas generales, más favorables a canciones como la de Suecia, que en ese espacio de tiempo logró casi triplicar su número de votos, y la de Italia, que consiguió recabar 49 de un total de 56, asegurándose así un lugar entre los diez mejores clasificados.

### Tabla de votación
|                                      |                     | Resultados         |                             |                    |                    |                         |                    |                     |                   |                       |                      |                    |                      |                    |                   |                   |                  |                   |                     |                                |                       |    |    |
| Bandera de Italia                    | Bandera de Israel   | Bandera de Irlanda | Bandera de los Países Bajos | Bandera de Turquía | Bandera de Bélgica | Bandera del Reino Unido | Bandera de Noruega | Bandera de Portugal | Bandera de Suecia | Bandera de Luxemburgo | Bandera de Dinamarca | Bandera de Austria | Bandera de Finlandia | Bandera de Francia | Bandera de España | Bandera de Chipre | Bandera de Suiza | Bandera de Grecia | Bandera de Islandia | Bandera de Alemania Occidental | Bandera de Yugoslavia |    |    |
| Participantes                        | Italia              |                    | 0                           | 0                  | 0                  | 0                       | 0                  | 0                   | 0                 | 7                     | 0                    | 0                  | 0                    | 0                  | 10                | 0                 | 12               | 6                 | 2                   | 4                              | 0                     | 7  | 8  |
| Participantes                        | Israel              | 1                  |                             | 7                  | 3                  | 0                       | 0                  | 2                   | 0                 | 0                     | 5                    | 0                  | 5                    | 0                  | 5                 | 0                 | 0                | 0                 | 7                   | 0                              | 5                     | 3  | 7  |
| Participantes                        | Irlanda             | 0                  | 0                           |                    | 0                  | 7                       | 3                  | 0                   | 3                 | 0                     | 0                    | 2                  | 0                    | 0                  | 0                 | 0                 | 0                | 0                 | 0                   | 0                              | 0                     | 4  | 2  |
| Participantes                        | Países Bajos        | 10                 | 0                           | 3                  |                    | 0                       | 0                  | 3                   | 0                 | 0                     | 0                    | 1                  | 0                    | 4                  | 4                 | 7                 | 6                | 0                 | 0                   | 1                              | 0                     | 6  | 0  |
| Participantes                        | Turquía             | 0                  | 0                           | 0                  | 0                  |                         | 0                  | 0                   | 0                 | 0                     | 0                    | 0                  | 0                    | 0                  | 0                 | 0                 | 1                | 0                 | 0                   | 0                              | 0                     | 0  | 4  |
| Participantes                        | Bélgica             | 0                  | 0                           | 5                  | 5                  | 0                       |                    | 0                   | 2                 | 0                     | 0                    | 0                  | 0                    | 0                  | 0                 | 0                 | 0                | 0                 | 0                   | 0                              | 1                     | 0  | 0  |
| Participantes                        | Reino Unido         | 6                  | 7                           | 4                  | 7                  | 1                       | 0                  |                     | 12                | 12                    | 10                   | 12                 | 1                    | 8                  | 6                 | 12                | 10               | 2                 | 0                   | 2                              | 0                     | 12 | 6  |
| Participantes                        | Noruega             | 0                  | 2                           | 0                  | 2                  | 5                       | 8                  | 0                   |                   | 0                     | 2                    | 0                  | 6                    | 0                  | 0                 | 4                 | 0                | 0                 | 1                   | 0                              | 0                     | 0  | 0  |
| Participantes                        | Portugal            | 0                  | 0                           | 0                  | 0                  | 4                       | 2                  | 0                   | 1                 |                       | 3                    | 7                  | 0                    | 6                  | 2                 | 0                 | 8                | 0                 | 0                   | 6                              | 0                     | 0  | 0  |
| Participantes                        | Suecia              | 0                  | 6                           | 0                  | 0                  | 0                       | 6                  | 4                   | 8                 | 8                     |                      | 6                  | 12                   | 12                 | 0                 | 2                 | 5                | 8                 | 3                   | 8                              | 2                     | 8  | 12 |
| Participantes                        | Luxemburgo          | 0                  | 0                           | 0                  | 0                  | 0                       | 0                  | 0                   | 0                 | 0                     | 0                    |                    | 0                    | 0                  | 0                 | 5                 | 3                | 0                 | 0                   | 0                              | 0                     | 0  | 0  |
| Participantes                        | Dinamarca           | 5                  | 1                           | 10                 | 12                 | 6                       | 4                  | 10                  | 10                | 2                     | 12                   | 3                  |                      | 7                  | 12                | 6                 | 0                | 0                 | 0                   | 0                              | 10                    | 0  | 1  |
| Participantes                        | Austria             | 12                 | 8                           | 0                  | 0                  | 3                       | 12                 | 0                   | 0                 | 0                     | 7                    | 0                  | 4                    |                    | 1                 | 0                 | 2                | 10                | 8                   | 12                             | 8                     | 5  | 5  |
| Participantes                        | Finlandia           | 0                  | 10                          | 8                  | 6                  | 10                      | 0                  | 0                   | 0                 | 1                     | 4                    | 4                  | 0                    | 3                  |                   | 10                | 7                | 3                 | 0                   | 0                              | 0                     | 0  | 10 |
| Participantes                        | Francia             | 3                  | 5                           | 6                  | 4                  | 0                       | 0                  | 0                   | 5                 | 0                     | 1                    | 8                  | 3                    | 5                  | 3                 |                   | 0                | 7                 | 0                   | 5                              | 0                     | 2  | 3  |
| Participantes                        | España              | 8                  | 0                           | 0                  | 0                  | 2                       | 7                  | 7                   | 4                 | 0                     | 0                    | 10                 | 0                    | 0                  | 8                 | 8                 |                  | 4                 | 10                  | 10                             | 0                     | 10 | 0  |
| Participantes                        | Chipre              | 2                  | 3                           | 1                  | 0                  | 0                       | 0                  | 6                   | 0                 | 6                     | 0                    | 0                  | 8                    | 2                  | 0                 | 0                 | 0                |                   | 4                   | 7                              | 12                    | 0  | 0  |
| Participantes                        | Suiza               | 4                  | 4                           | 0                  | 10                 | 8                       | 0                  | 8                   | 0                 | 3                     | 0                    | 0                  | 2                    | 1                  | 0                 | 0                 | 0                | 0                 |                     | 0                              | 7                     | 0  | 0  |
| Participantes                        | Grecia              | 0                  | 0                           | 0                  | 1                  | 0                       | 1                  | 5                   | 6                 | 10                    | 0                    | 0                  | 0                    | 0                  | 0                 | 1                 | 4                | 12                | 12                  |                                | 4                     | 0  | 0  |
| Participantes                        | Islandia            | 0                  | 0                           | 0                  | 0                  | 0                       | 0                  | 0                   | 0                 | 0                     | 0                    | 0                  | 0                    | 0                  | 0                 | 0                 | 0                | 0                 | 0                   | 0                              |                       | 0  | 0  |
| Participantes                        | Alemania occidental | 7                  | 0                           | 2                  | 0                  | 0                       | 5                  | 1                   | 0                 | 5                     | 6                    | 0                  | 7                    | 0                  | 0                 | 0                 | 0                | 1                 | 6                   | 3                              | 3                     |    | 0  |
| Participantes                        | Yugoslavia          | 0                  | 12                          | 12                 | 8                  | 12                      | 10                 | 12                  | 7                 | 4                     | 8                    | 5                  | 10                   | 10                 | 7                 | 3                 | 0                | 5                 | 5                   | 0                              | 6                     | 1  |    |
| LA TABLA ESTÁ ORDENADA POR APARICIÓN |                     |                    |                             |                    |                    |                         |                    |                     |                   |                       |                      |                    |                      |                    |                   |                   |                  |                   |                     |                                |                       |    |    |

### Máximas puntuaciones
Tras la votación los países que recibieron 12 puntos (máxima puntuación que podía otorgar el jurado) fueron:
| N. | A           | De                                                          |
| -- | ----------- | ----------------------------------------------------------- |
| 5  | Reino Unido | Noruega, Portugal, Luxemburgo, Francia, Alemania Occidental |
| 4  | Yugoslavia  | Israel, Irlanda, Turquía, Reino Unido                       |
| 3  | Austria     | Italia, Bélgica, Grecia                                     |
| 3  | Dinamarca   | Países Bajos, Suecia, Finlandia                             |
| 3  | Suecia      | Dinamarca, Austria, Yugoslavia                              |
| 2  | Grecia      | Chipre, Suiza                                               |
| 1  | Chipre      | Islandia                                                    |
| 1  | Italia      | España                                                      |

## Canciones de Eurovisión en TVE
Tal y como estipulaba el reglamento de la UER, las distintas televisiones participantes debían emitir los videoclips de los temas en concurso con anterioridad a la celebración del certamen. TVE reservó para cinco días de la última semana de abril un espacio de aproximadamente un cuarto de hora en su programación de la Segunda Cadena. En principio la emisión de los videoclips estaba prevista que se produjese alrededor de las 15.30h en bloques de cuatro o cinco canciones, siguiendo el mismo orden en que intervendrían sobre el escenario de Lausana. Sin embargo, en la práctica se produjeron cambios, en su mayoría motivados por la transmisión en directo de los finales de etapa de la Vuelta Ciclista a España, lo que resultó en que algunos bloques fueran emitidos con considerable retraso respecto a la hora inicialmente fijada. Asimismo, el videoclip de la canción representante de Noruega no pudo ser visto en la totalidad del territorio nacional, cabe suponer que a causa de las desconexiones territoriales, mientras que el de Dinamarca acabó siendo emitido dos veces. 
A diferencia de los dos años anteriores, en esta ocasión TVE no confeccionó los carteles anunciadores para cada videoclip con el nombre del país, la televisión, el título de la canción y el intérprete. En su lugar optó por emitir los previos en el mismo formato en que habían sido distribuidos por la televisión suiza, en calidad de anfitriona del evento, de modo que cada videoclip iba precedido de un cartel con el logotipo de esta edición, inspirado en el monte Cervino, en cuyo margen superior aparecía el nombre del país, al tiempo que por el margen inferior iban apareciendo en movimiento el título y el intérprete, todo ello en francés. 
A continuación se especifica el orden y la composición final de cada uno de los bloques en los que TVE emitió las veintidós canciones de Eurovisión 1989.
| lunes, 24 de abril     | Italia, Israel e Irlanda.                                |
| martes, 25 de abril    | Países Bajos, Turquía, Bélgica y Reino Unido.            |
| miércoles, 26 de abril | (Noruega,) Portugal, Suecia, Luxemburgo y Dinamarca.     |
| jueves, 27 de abril    | Suiza, Grecia, Islandia, Alemania Federal y Yugoslavia.  |
| viernes, 28 de abril   | Dinamarca, Austria, Finlandia, Francia, España y Chipre. |

Al igual que en los dos años precedentes, TVE estrenó su representación ante la audiencia televisiva en el programa Sábado noche, conducido por Bibi Ándersen y Carlos Herrera. Esto ocurrió el 22 de abril, a solo dos semanas de la celebración del certamen, tal y como ya sucediera con la canción defendida por La Década Prodigiosa el año anterior.